# Нікітін Сергій Петрович
Сергій Петрович Нікітін (рос. Сергей Петрович Никитин; нар. 6 червня 1968, Фрунзе, Киргизька РСР) — радянський, киргизький і російський футболіст, виступав на позиції захисника та опорного півзахисника.

## Клубна кар'єра
Вихованець фрунзенської ДЮСШ. Дорослу футбольну кар'єру розпочав у 1985 році в складі клубу «Алга» (Фрунзе). У 1985 році виступав у Другій лізі як гравець клубів «Алга» (Фрунзе), «Алай» (Ош) та АПК (Азов). Після розпаду СРСР виїхав до України, де виступав у чортківському «Кристалі» (Друга ліга) та черкаському «Дніпрі» (Друга ліга).
У січні 1993 року він став гравцем «Погоні» (Щецин), якою керував з Ромуальд Шукелович. Протягом наступних 2,5 років виступав у I лізі як основний опорний півзахисник. Загалом у польському чемпіонаті зіграв 66 матчів, в яких відзначився 3 голами. Також зіграв 1 матч за шецинський клуб у Кубку Інтертово в 1995 році. Напередодні початку сезону 1995/96 року перейшов у «Словацко», де зіграв у 7 матчах у вищому дивізіоні чемпіонаті Чехії. З 1996 року виступав у нижчолігових словацьких та російських клубах. У 2005 році завершив кар'єру гравця.

## Кар'єра тренера
У 2011—2013 роках працював головним тренером дівочої збірної Росії U-19.

## Особисте життя
Засновником та спортивний директор футбольної академії ФК «Імпульс». На даний час проживає в Тольятті.

## Статистика виступів
| Рік                                 | Матчі | Голи | Хвилини | Клуб                |
| ----------------------------------- | ----- | ---- | ------- | ------------------- |
| Екстракляса 1992/93                 | 14    | 0    | –       | «Погонь» (Щецин)    |
| Екстракляса 1993/94                 | 31    | 1    | –       | «Погонь» (Щецин)    |
| Екстракляса 1994/95                 | 21    | 2    | 1 518   | «Погонь» (Щецин)    |
| Перша чеська футбольна ліга 1995/96 | 7     | 0    | 443     | «Угерське Градиште» |
| Загалом у 1 Лізі                    | 73    | 3    | –       |                     |